# Porto-Vecchio
Porto-Vecchio (korziško Portivechju, latinsko Portus Syracusanus) je letoviško in pristaniško naselje ter občina v francoskem departmaju Corse-du-Sud na otoku Korziki. Leta 2007 je naselje imelo 11.326 prebivalcev.

## Geografija
Kraj leži na jugovzhodni obali otoka Korzike ob Tirenskem morju, 64 km vzhodno od Sartène.

## Uprava
Porto-Vecchio je sedež istoimenskega kantona, v katerega so poleg njegove vključene še občine Conca, Lecci in Sari-Solenzara z 12.904 prebivalci. Kanton je sestavni del okrožja Sartène.

## Zgodovina
Ozemlje jugovzhodne Korzike je znano kot središče civilizacije torréenne iz 3. in 2. tisočletja pred našim štetjem, imenovano po glavnih ostankih iz tega obdobja - Torre. Iz tega obdobja so značilne krožne ali polkrožne kamnite citadelle. Sedanje pristanišče so ustanovili ali prevzeli od njihovih predhodnikov Grki iz Sirakuz v 6. stoletju pr. n. št., romanski Portus Syracusanus.
Mesto je bilo zaradi izbruha malarije prvič zapuščeno v visokem srednjem veku, prebivalstvo se je preselilo v južnejši Bonifacio. Po prihodu pod Genovsko republiko v 16. stoletju je uprava nad zalivom ustanovila kolonijo in zgradila številne utrdbe. Kljub temu je bilo mesto zaradi ponovnega izbruha malarije kot tudi zaradi stalne grožnje turških piratov večkrat zapuščeno. Slednjič so v 17. stoletju Genovežani vanj naselili prebivalstvo iz goratega predela Korzike, pretežno iz Quenze, ki pa se je poleti vračalo na svoje domove v notranjosti otoka. V mestu so se stalno naselili šele v 19. stoletju po izsušitvi močvirij.

## Zanimivosti
- trdnjava Bastion de France,
- citadela,
- mestna vrata La Porte Génoise,
- cerkev sv. Janeza Krstnika,
- kulturno središče Centre Culturel de Corse,
- soline,
- plaža Palombaggia.